# 孤独于世
《孤独于世》（法語：Seule au Monde）是法国画家威廉·阿道夫·布格罗创作于1867年以前的一副油画。画作显示了一短发农村姑娘手持小提琴站在巴黎塞纳河上的一座桥上。背景中有巴黎圣母院。